# 달걀귀신
달걀귀신은 눈, 코, 입이 없는 귀신이다. 얼굴형은 타원형이고 얼굴이 달걀과 비슷해서 달걀귀신이란 이름이 붙었다. 전설에 따르면 달걀귀신은 사람에게 매우 치명적이고, 야산 깊숙한 곳에 주로 나타난다. 전설에 따르면 퇴마하기 매우 어렵고, 사람 몸속에 들어가 번식하며 한번 달걀귀신이 들어간 사람은 달걀귀신이 빠져 나와도 평생 눈,코,입이 없이 달걀 귀신처럼 살아야한다.

## 개요
달걀귀신은 달걀에 가느다란 팔다리가 붙은 형태를 하고 있으며 거꾸로 물구나무서기를 해서 걷는다. 걸을 때 머리를 바닥에 대고 걷기 때문에 "통, 통, 통" 소리가 난다. 

## 같이 보기
- 한국 신화